# Sensei no Bulge
Sensei no Bulge (戦星のバルジ, Sensei no Baruji) é uma série de mangá criada pelo mangaka Kōhei Horikoshi. O mangá começou a ser lançado de forma seriada na edição 25 (2012) da revista Weekly Shonen Jump, publicada pela editora Shueisha.[carece de fontes?] Foi cancelado na edição 41 (2012) da Weekly Shonen Jump, sendo seu último capítulo o 16.  

## Lista de capítulos
| No do capitulo | Titulo em japonês      | Titulo em português         |
| -------------- | ---------------------- | --------------------------- |
| 1              | つらぬくもの           | Aquilo que Penetra          |
| 2              | 星の王子様             | O Príncipe do planeta       |
| 3              | 王子の仕事             | O trabalho do príncipe      |
| 4              | スタート               | Start                       |
| 5              | 実戦教育               | Educação Através de Combate |
| 6              | 家族か己か             | Família ou você mesmo       |
| 7              | 決意のアストロ         | O Determinado Astro         |
| 8              | ティコ                 | Tiko                        |
| 9              | アストロの過去         | O passado de Astro          |
| 10             | 暗黒エネルギー         | Energia Negra               |
| 11             | 甦る"王具"             | A "Org" ressuscitada        |
| 12             | 決意あらたに           | Com nova determinação       |
| 13             | 敵と会う               | Conheça o Inimigo           |
| 14             | 歪んじゃまった悲しみに | Com Tristeza Torta          |
| 15             | 各々決着               | Respectivas conclusões      |
| 16             | 戦星のアストロ         | Astro da Estrela Batalha    |